# Rumori fuori scena
Rumori fuori scena (Noises Off) è un film statunitense del 1992 diretto da Peter Bogdanovich.
La pellicola si basa sulla commedia inglese Rumori fuori scena scritta da Michael Frayn e racconta le disavventure di una sgangherata compagnia teatrale impegnata nell'allestimento di una commedia.

## Trama
In un teatro di Des Moines una compagnia teatrale è alle prese con la prova generale della commedia "Nothing on" ("Niente addosso"). Il primo atto della commedia (l'unico raccontato, si intravede solo in una scena il finale del secondo atto) è particolarmente impegnativo: un elaborato schema di repentini ingressi ed uscite dei personaggi dalla scena genera una serie di equivoci, talora anche farseschi, che culminano nel finale dello spettacolo.
Tutto ruota attorno ad una casa di campagna, dove convergono le vicende dei personaggi: della signora Clakett che cerca disperatamente, con il suo giornale e un piatto di sardine, di vedere la Royal sul televisore a colori dei padroni, dell'agente immobiliare che dovrebbe affittare la casa giunto lì con una delegata dell'ufficio delle imposte che sta indagando sui proprietari di quella casa (a sua insaputa) per una scappatella amorosa, dell'improvviso rientro dei padroni di casa che hanno inscenato la loro fuga all'estero, di un ladro che si intrufola in casa e di uno sceicco che vuole comprare la casa.

## Accoglienza

### Critica
Il film ha ricevuto critiche discordanti: negli Stati Uniti è stato apprezzato per il suo ritmo e per la vivacità delle gag, anche se da taluni osservatori è stato stroncato (vedi la critica di Frank Rich sul New York Times).